# Jordanoleiopus kivuensis
Jordanoleiopus kivuensis är en skalbaggsart som beskrevs av Stefan von Breuning 1956. Jordanoleiopus kivuensis ingår i släktet Jordanoleiopus och familjen långhorningar. Inga underarter finns listade i Catalogue of Life.